# Стокер, Уолли
Уолтер Фредерик «Уолли» Стокер (англ. Walter Frederick «Wally» Stocker; р. 27 марта 1942, Лондон, Англия, Великобритания) — британский рок-гитарист, наиболее известный как соло-гитарист хард-рок-группы The Babys.

## Биография
Уолли Стокер родился в Лондоне, 27 марта 1942 года.
Впервые взял гитару лишь в 33 года, когда его взяли в «The Babys» 5 сентября 1975 года. Кроме Стокера, в первоначальный состав группы входили: клавишник/ритм-гитарист Майкл Корби, басист/вокалист Джон Уэйт и барабанщик Тони Брок.
С 1976—1979 года группу ждал коммерческий успех.
После распада «The Babys» в 1981 году, он гастролировал с Родом Стюартом и Air Supply, а также с Humble Pie с участием Джерри Ширли, Джимми Барнса и Zoomer’а.
Какое-то время он жил во Флориде, прежде чем вернуться в Лос-Анджелес, когда «The Babys» снова собрались вместе и записали новый компакт-диск под названием «I’m Have Some of That!».

## Личная жизнь
Он женат на Сьюзан Смит Стокер.